# Monodelphis handleyi
Monodelphis handleyi is een zoogdier uit de familie van de opossums (Didelphidae). De wetenschappelijke naam van de soort werd voor het eerst geldig gepubliceerd door Solari in 2007.

## Uiterlijke kenmerken
M. handleyi is een middelgrote soort met een korte vacht en korte poten. De bovenkant van het lichaam is bruin,  de onderkant geelbruin. Over de buik loopt een lichte streep. Er is een keelklier aanwezig. De korte, bruine staart is bedekt met schubben (zo'n 20 per centimeter), waaruit steeds drie haren ontspringen. De kop-romplengte bedraagt gemiddeld 122,9 mm, de staartlengte 69,3 mm en de achtervoetlengte 17,5 mm. De soort lijkt sterk op M. adusta, maar is genetisch nauwer verwant aan M. osgoodi. De soort is genoemd naar Dr. Charles Handley, Jr., een belangrijke onderzoeker van Neotropische zoogdieren, die M. handleyi waarschijnlijk voor het eerst als een nieuwe soort herkende.

## Voorkomen
Deze soort is bekend van acht exemplaren uit Noordoost-Peru, die in 1997 en 2003 op de oostoever van de Ucayali zijn gevangen in de provincie Requena van de regio Loreto. In hetzelfde gebied is ook Amphinectomys savamis endemisch. Nadien is de soort ook aangetroffen in Brazilië.